# سيرجي ماكاروف (رامي رمح)
سيرجي ماكاروف (الروسية: Макаров, Сергей Александрович) هو رامي رمح روسي متخصص في رمي الرمح. أفضل رقم شخصي له هو 92.61 م. شارك في دورة الألعاب الأولمبية وحصل على الميدالية البرونزية. فاز بالميدالية الذهبية في بطولة العالم لألعاب القوى.

## سجل المنافسة
| العام      | المسابقة                               | المكان                       | المركز     | ملاحظة     |
| يمثل روسيا | يمثل روسيا                             | يمثل روسيا                   | يمثل روسيا | يمثل روسيا |
| ---------- | -------------------------------------- | ---------------------------- | ---------- | ---------- |
| 1996       | الألعاب الأولمبية الصيفية 1996         | أتلانتا، الولايات المتحدة    | 6          | 85.30 م    |
| 1997       | بطولة العالم لألعاب القوى 1997         | أثينا                        | 5          | 86.32 م    |
| 1997       | نهائي الجائزة الكبرى لألعاب القوى 1997 | فوكوكا                       | 6          | 81.62 م    |
| 1998       | بطولة أوروبا لألعاب القوى 1998         | بودابست                      | 4          | 86.45 م    |
| 1998       | ألعاب النوايا الحسنة                   | يونيوندايل، الولايات المتحدة | 1          | 84.11 م    |
| 1999       | بطولة العالم لألعاب القوى 1999         | إشبيلية                      | 9          | 83.20 م    |
| 2000       | الألعاب الأولمبية الصيفية 2000         | سيدني                        | 3          | 88.67 م    |
| 2001       | بطولة العالم لألعاب القوى 2001         | إدمونتون                     | 7          | 83.64 م    |
| 2002       | بطولة أوروبا لألعاب القوى 2002         | ميونخ                        | 2          | 88.05 م    |
| 2003       | بطولة العالم لألعاب القوى 2003         | باريس، فرنسا                 | 1          | 85.44 م    |
| 2003       | نهائي ألعاب القوى العالمي 2003         | مونت كارلو، موناكو           | 1          | 85.66 م    |
| 2004       | الألعاب الأولمبية الصيفية 2004         | أثينا، اليونان               | 3          | 84.84 م    |
| 2004       | نهائي ألعاب القوى العالمي 2004         | مونت كارلو، موناكو           | 4          | 80.34 م    |
| 2005       | بطولة العالم لألعاب القوى 2005         | هلسنكي، فنلندا               | 3          | 83.54 م    |
| 2005       | نهائي ألعاب القوى العالمي 2005         | مونت كارلو، موناكو           | 3          | 86.69 م    |
| 2008       | الألعاب الأولمبية الصيفية 2008         | بكين، الصين                  | 26         | 72.47 م    |
| 2010       | بطولة أوروبا لألعاب القوى 2010         | برشلونة، إسبانيا             | 7          | 80.86 م    |
| 2011       | بطولة العالم لألعاب القوى 2011         | دايغو، كوريا الجنوبية        | 12         | 78.76 م    |

## روابط خارجية
- سيرجي ماكاروف على موقع الاتحاد الدولي لألعاب القوى (الإنجليزية)
- سيرجي ماكاروف على موقع الدوري الماسي (الإنجليزية)
- سيرجي ماكاروف على موقع اللجنة الأولمبية الدولية (الإنجليزية)
- سيرجي ماكاروف على موقع أوليمبيديا (الإنجليزية)